# شلی
شلی یکی از روستاهای مازندرانی زبان شهرستان مهدی‌شهر در استان سمنان است. بر پایه سرشماری سال ۱۳۸۵، جمعیت این روستا ۹۲ نفر (۴۲ خانوار) و در سال ۱۳۷۵، ۳۶ نفر (۱۶ خانوار) بوده‌است.
این روستا در ۷۰ کیلومتری شمال شهر مهدیشهر در استان سمنان قرار داشته و از توابع شهرستان مهدیشهر می‌باشد که با تعدادی ازروستاهای دیگر منطفهٔ پشتکوه تا قبل از استان شدن سمنان در حوزه استحفاظی استان مازندران قرار داشته‌اند.

## خاستگاه نامگذاری
اسدالله عمادی کاوردی در صفحهٔ ۱۳۸ کتاب «سوادکوه، دودانگه و چهاردانگهٔ مازندران از چشم‌اندازی دیگر» می‌نویسد: 

## نگارخانه

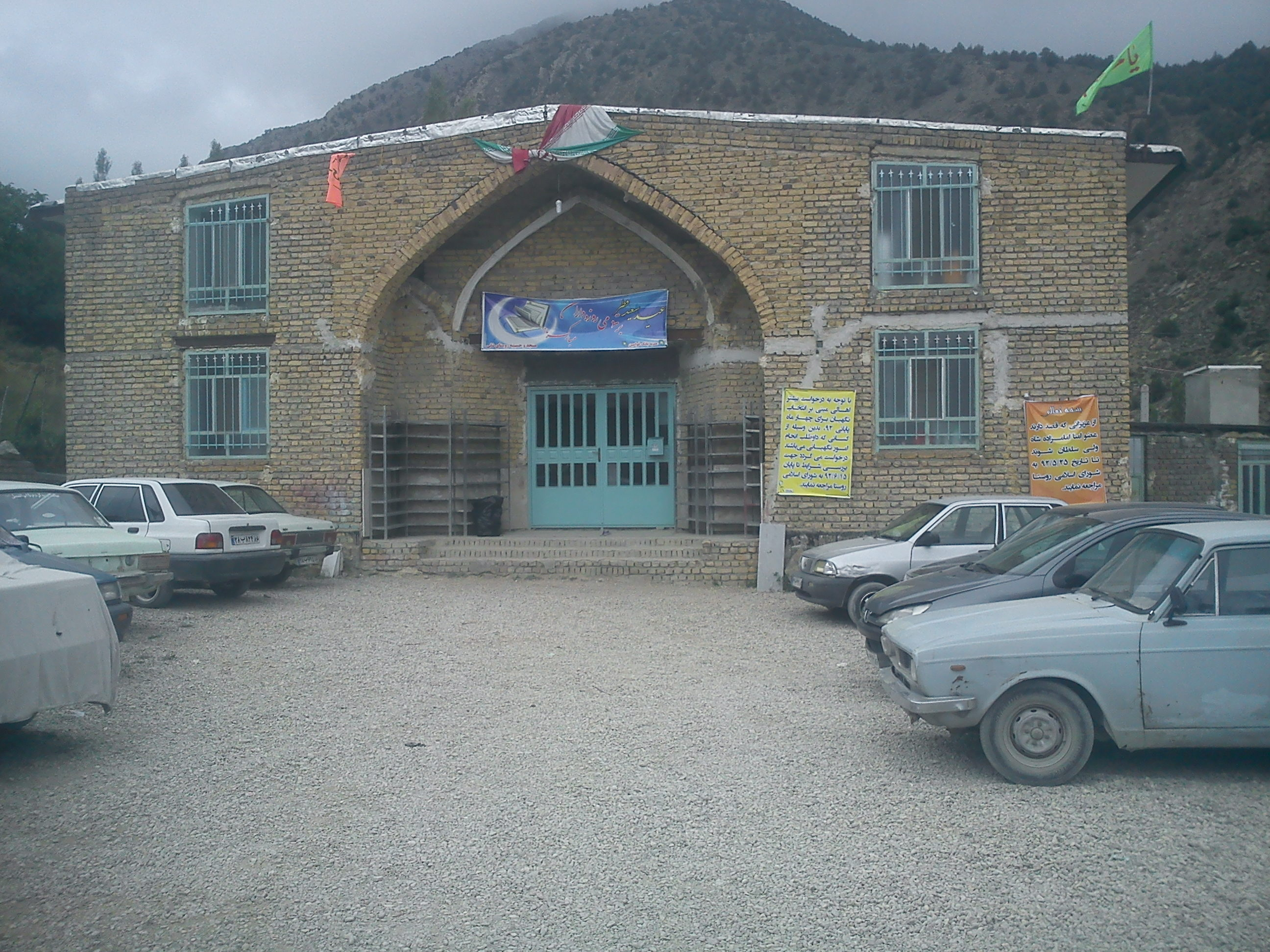
مسجد روستای شلی در عید فطر ۱۳۹۲ خورشیدی
دژ سنگچین کهن در میان راه شلی به هیکوه دژ سنگچین کهن در میان راه شلی به هیکوه
- پرونده:Chashm06